# دهه ۱۱۷۰ (پیش از میلاد)
دهه ۱۱۷۰ (پیش از میلاد) صد و هفدهمین دهه قبل از مبدا شروع تقویم میلادی است.